# Charaxes bernardus
Espèce
Charases bernardus ou Raja est une espèce d'insectes lépidoptères  appartenant à la famille des Nymphalidae, à la sous-famille des Charaxinae et au genre Charaxes.

## Dénomination
Charaxes bernardus a été nommé par Johan Christian Fabricius en 1793 sous le nom de Papilio bernardus.
Synonymes : Charaxes polyxena ; Rothschild & Jordan, 1900,

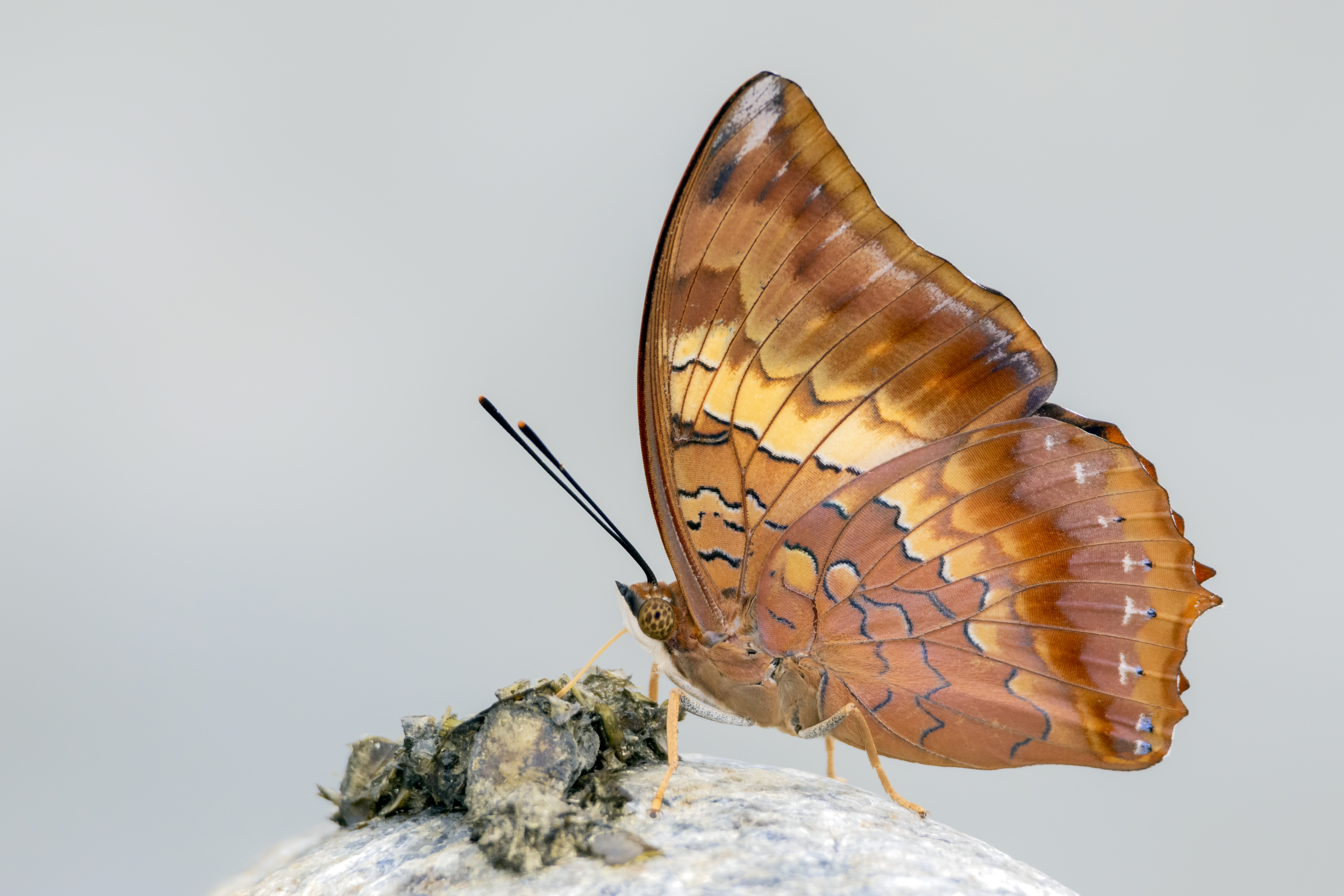
Revers de Charaxes bernardus

### Sous-espèces
- Charaxes bernardus bernardus présent en Chine et à Hong Kong.
- Charaxes bernardus acolus Fruhstorfer; dans l'est de Sumatra.
- Charaxes bernardus agna Moore, 1878; en Thaïlande et en Birmanie.
- Charaxes bernardus ajax Fawcett, 1897; dans l'ouest de Sumatra.
- Charaxes bernardus bajula Staudinger, 1889; au Palawan.
- Charaxes bernardus baliensis Joicey et Talbot, 1922; à Bali.
- Charaxes bernardus basilisae Schröder et Treadaway, 1982; aux Philippines.
- Charaxes bernardus baya (Moore, 1857); à Java et Bali.
- Charaxes bernardus crepax Fruhstorfer, 1914; en Malaisie et à Singapour.
- Charaxes bernardus cybistia Fruhstorfer;
- Charaxes bernardus enganicus Fruhstorfer, 1904;
- Charaxes bernardus hainanus Gu, 1994; au Hainan.
- Charaxes bernardus hemana Butler, 1870; au Népal.
- Charaxes bernardus hierax C. & R. Felder, [1867] en Assam et dans le sud du Yunnan.
- Charaxes bernardus hindia Butler, 1872;
- Charaxes bernardus kangeanensis Hanafusa, 1990[2];
- Charaxes bernardus mahawedi Fruhstorfer; dans le nord de a péninsule indochinoise.
- Charaxes bernardus mirabilis Hanafusa, 1989[2].
- Charaxes bernardus mitschkei Lathy, 1913; à Nias.
- Charaxes bernardus phlegontis Fruhstorfer
- Charaxes bernardus repetitus Butler, 1896; à Bornéo.
- Charaxes bernardus siporanus Hanafusa, 1992[3]
- Charaxes bernardus siporaensis (Hanafusa, 1992)[3].
- Charaxes bernardus varenius Fruhstorfer[1].

### Noms vernaculaires
Charaxes bernardus se nomme Tawny Rajah en anglais.

## Écologie et distribution
Le Raja est présent en Asie du Sud-Est, depuis le Népal et l'est de l'Inde, la péninsule indochinoise, en Thaïlande et en Birmanie, Singapour, les Philippines et la Malaisie. Il vit dans les forêts.

## Description

### Papillon

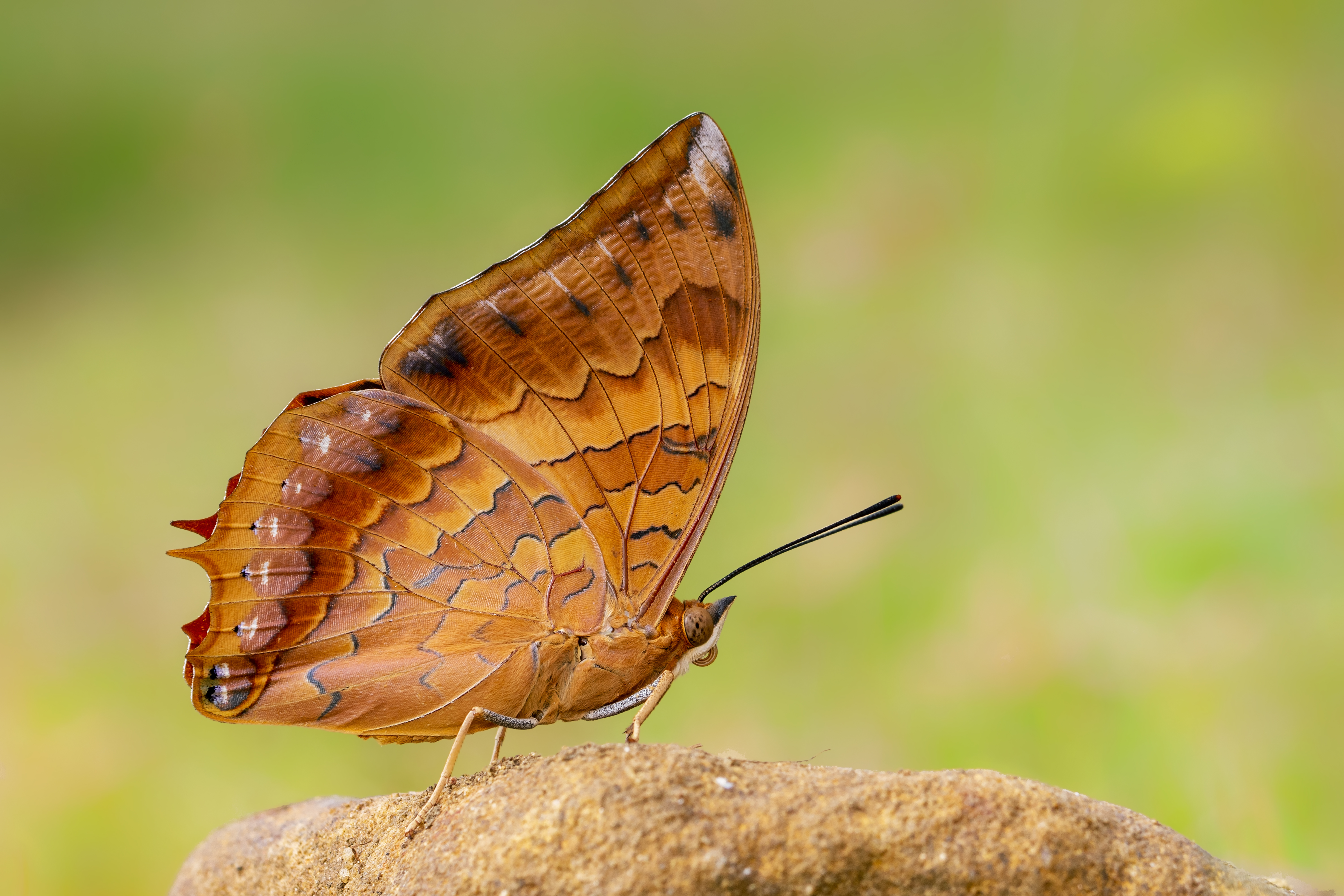
Vue ventral d'un Charaxes bernardus hierax

Charaxes  bernardus est un grand papillon de 9 à 12 cm d'envergure en moyenne, au dessus jaune d'or, avec des ailes antérieures concaves, avec une bande marginale et l'apex marron et, aux ailes postérieures, une ligne submarginale de chevrons marron séparés.
Le revers est ocre à reflets argent avec des veines foncées bien visibles.

### Chenille
La chenille du Raja est de couleur vert foncé ponctuée de rouge, avec quatre cornes. 

### Plantes hôtes
La chenille se développe souvent sur des arbres et arbustes tropicaux comme des Adenanthera pavonina et des albizias.
Les autres plantes hôtes de la chenille Raja sont Acromychia pedunculata, Albizia falcata, Cinnamomum camphora, Cinnamomum inunctum, Phoebe chekiangensis, Saccopetalum tomentosum, Tamarindus indica.

## Biologie
Il a été reconnu comme migrateur en Inde

## Biotope

### Protection
Pas de protection : des spécimens sont vendus sur internet.